# Erdut

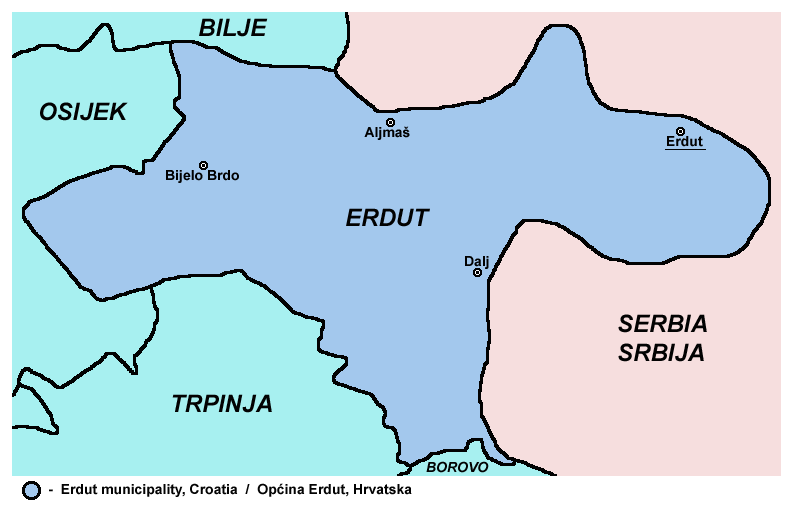

Erdut (serbe : Ердут) est un village et une municipalité située en Slavonie, dans le comitat d'Osijek-Baranja, en Croatie. Située à la frontière avec la Serbie, elle a été le lieu de la signature de l'accord d'Erdut, qui a mis en place l'Administration transitoire de l'ATNUSO sur la Slavonie orientale, la Baranya et la Syrmie occidentale.
Le village d'Erdut est le troisième plus grand de la municipalité, après Dalj et Bijelo Brdo. Le siège de la municipalité est le village de Dalj.

## Nom et langues
Le nom Erdut vient du nom local (Erdőd) en hongrois signifiant « route forestière ». Dans d'autres langues, le village est appelé Erdung en allemand et Ердут en serbe.
En raison de la présence d'une minorité serbe, la municipalité d'Erdut prescrit l'utilisation non seulement du croate comme langue officielle, mais aussi de la langue serbe et de l'alphabet cyrillique serbe.

## Géographie
La municipalité a une superficie totale de 158 km2 et est la plus grande municipalité membre du Conseil conjoint des municipalités. La Drave (5,6 km) et le Danube (34,825 km) traverse la municipalité. Son territoire est entièrement plat et constitué de terres noires très fertiles. L'altitude du village d'Erdut est de 158 m. Il est situé à l'extrémité de la route D213 (en), près de la frontière avec la Serbie. La gare est située dans le hameau de Novi Erdut à environ 1 km au sud du village, sur la voie ferrée Vukovar-Erdut-Bogojevo (Serbie).

## Histoire

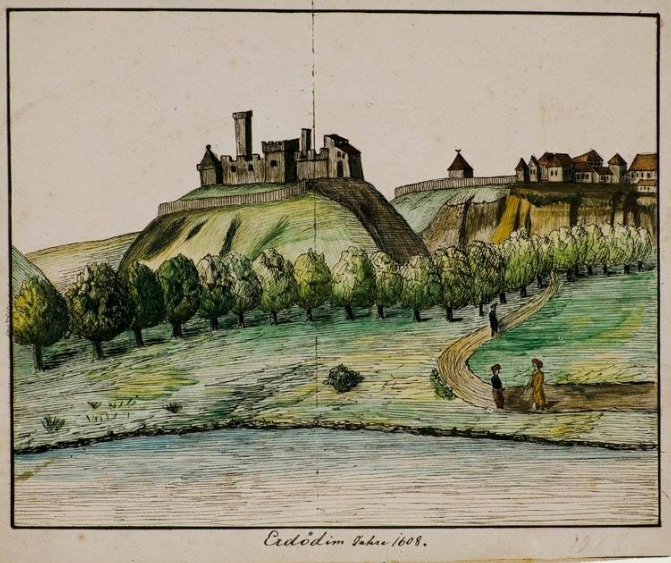
Le château d'Erdut en 1608.

La localité est mentionnée pour la première fois en 1335 sous le nom hongrois d'Erdöd, puis en tant que ville en 1472. Elle a été successivement gouvernée par l'Empire ottoman, l'empire d'Autriche, l'Autriche-Hongrie, le royaume de Yougoslavie, l'État indépendant de Croatie et la Yougoslavie.

### Guerre d'indépendance croate
Lorsque la Croatie déclare son indépendance de la Yougoslavie en 1991, la Slavonie orientale est rapidement envahie par l'Armée populaire yougoslave et les paramilitaires serbes, dirigés par le célèbre seigneur de guerre Željko Ražnatović, connu sous le nom d'Arkan. La bataille pour Erdut se termine rapidement cet été-là, car toute la population croate a été expulsée ou tuée avec d'autres minorités, notamment des Tchèques, des Allemands, des Hongrois, des Ruthènes et des Ukrainiens, dans le cadre d'un acte de nettoyage ethnique. Leurs maisons ont été rapidement occupées par d'autres Serbes. Beaucoup de maisons et de bâtiments ont été détruits, notamment l'église catholique romaine.
Arkan établit bientôt un camp d'entraînement pour sa Garde des volontaires serbes à Erdut, qui devient son quartier général jusqu'à la fin de la guerre, lorsque les forces croates revinrent conformément à un accord de base pacifique sur la région de Slavonie orientale, de Baranya et de Syrmie occidentale.

#### Accord d'Erdut
Le 12 novembre 1995, les autorités signent ce qui est communément appelé l'accord d'Erdut selon lequel la partie de la Slavonie orientale encore occupée par les Serbes serait réintégrée à la Croatie, ce qui permettrait progressivement à certains des réfugiés exilés de rentrer chez eux. Cet accord a servi de base à la création du Conseil conjoint des municipalités. Erdut est sous contrôle croate depuis 1998.

## Démographie

### Population
Selon le recensement de 2011, la municipalité compte 7 308 habitants. La population municipale se compose de Serbes (55,56 %), Croates (37,96 %) et Hongrois (5,06 %).
La municipalité d'Erdut compte 4 localités :
| Localité    | Population |
| ----------- | ---------- |
| Aljmaš      | 610        |
| Bijelo Brdo | 1 976      |
| Dalj        | 3 952      |
| Erdut       | 818        |

### Religion
Dalj est le siège de l'éparchie d'Osijek et de Baranja de l'Église orthodoxe serbe.

## Politique

### Conseil conjoint des municipalités
La municipalité d'Erdut est l'une des sept municipalités à majorité serbe membres du Conseil conjoint des municipalités, organisation intercommunale sui generis de la communauté ethnique serbe en Croatie orientale établie sur la base de l'accord d'Erdut. Comme la communauté serbe constitue la majorité de la population de la municipalité, elle est représentée par deux conseillers délégués à l'assemblée du Conseil conjoint des municipalités, ce qui double le nombre de conseillers par rapport au nombre de municipalités de la minorité serbe en Croatie orientale.

### Gouvernement municipal
L'assemblée municipale est composée de 13 représentants. En 2021, les partis membres sont:
| Parti                                | Nombre de votes | Nombre de sièges |
| ------------------------------------ | --------------- | ---------------- |
| Parti démocratique indépendant serbe | 1 205           | 8                |
| Union démocratique croate            | 698             | 4                |
| Front des travailleurs               | 141             | 1                |

## Économie
L'indice de développement d'Erdut se situe entre 50 et 76 % de la moyenne croate, et est une municipalité sous-développée qui est statistiquement classée comme Zone de préoccupation spéciale de l'État de première catégorie (en) par le gouvernement de Croatie.

## Culture

### Points d'intérêt

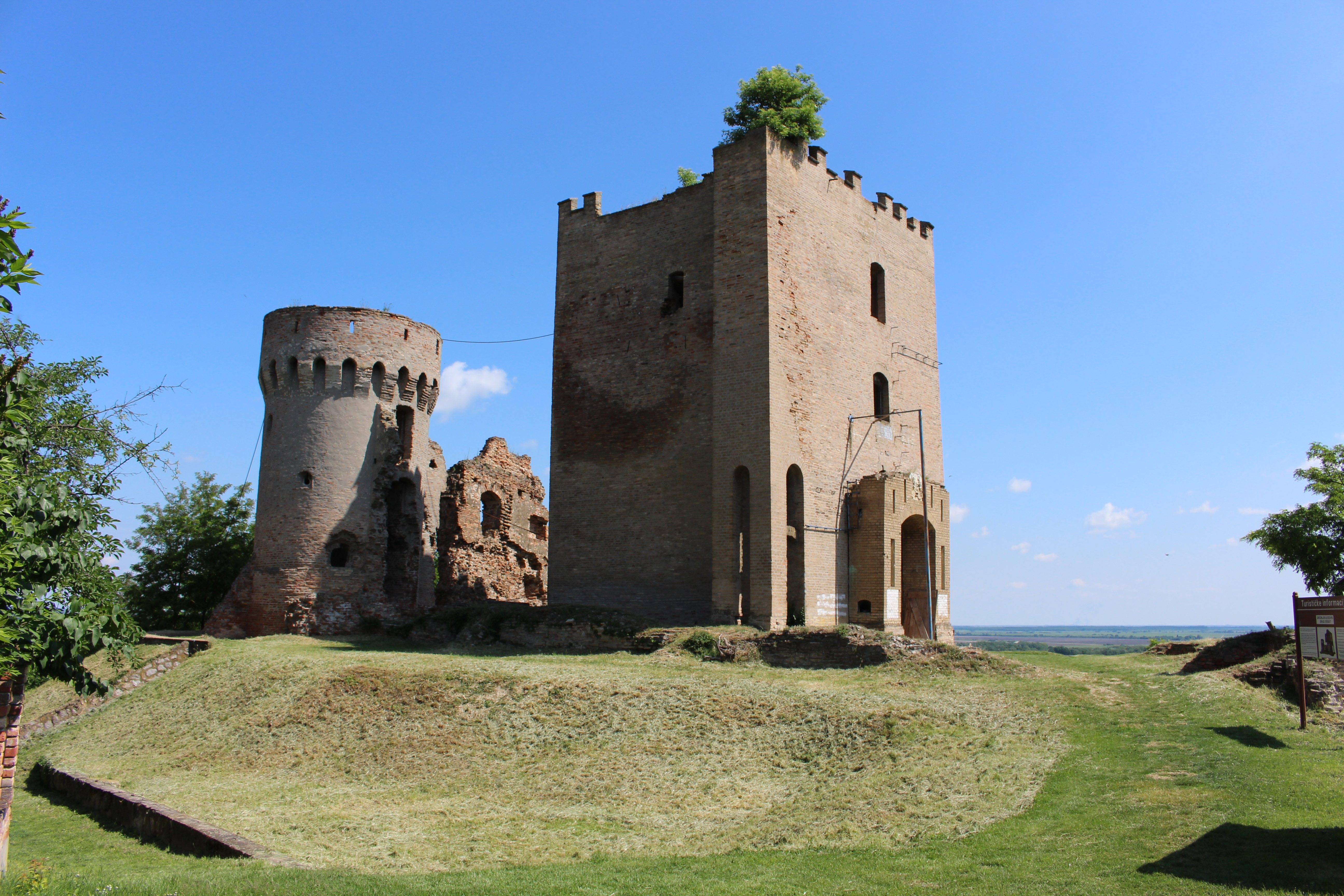
Château d'Erdut

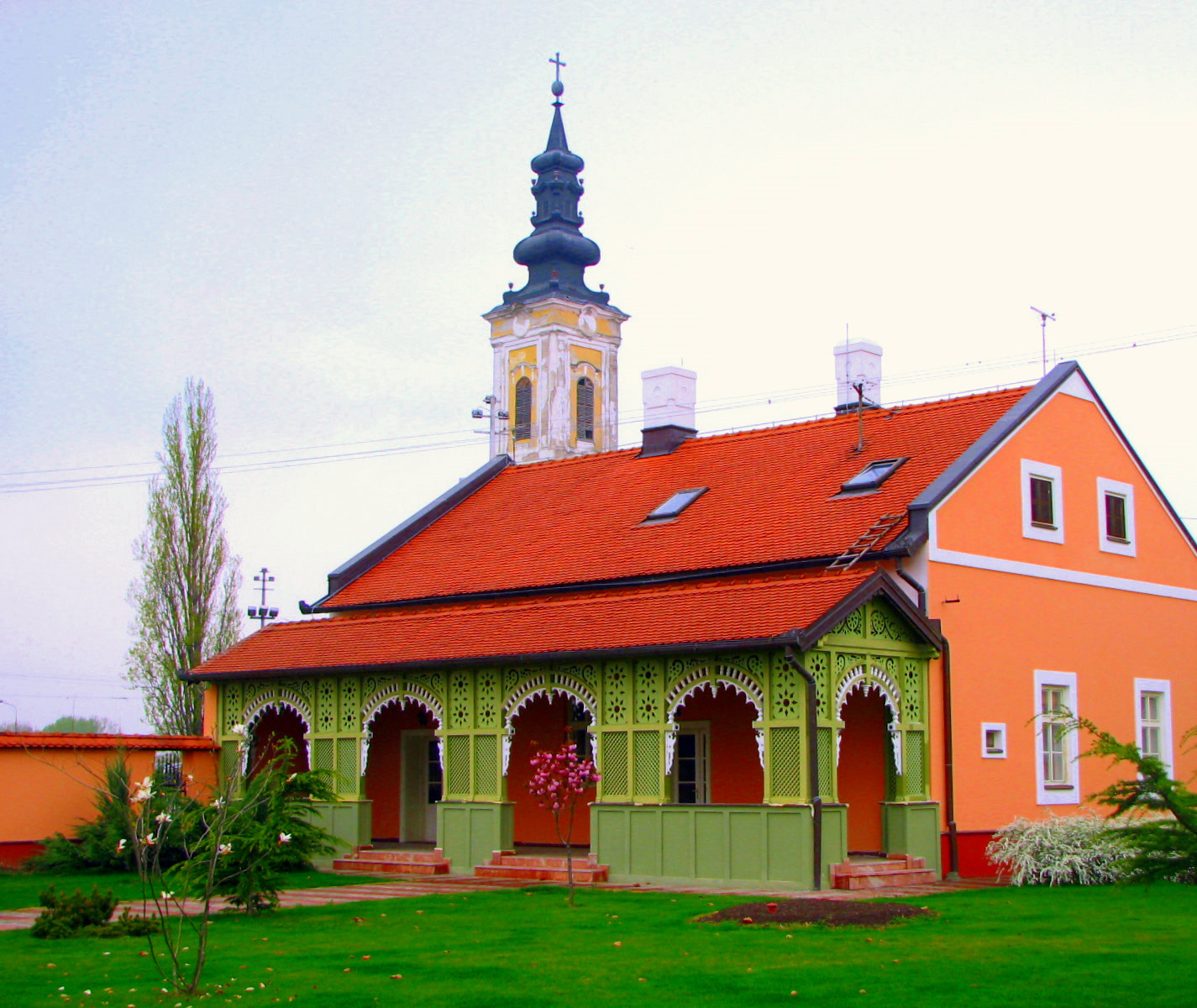
Église orthodoxe serbe, siège de l'éparchie d'Osijek et de Baranja à Dalj

La municipalité abrite l'éparchie d'Osijek et de Baranja, ainsi que le château d'Erdut.

## Natifs et résidents notables
- Milutin Milanković, né à Dalj